# Ighiel, Alba
Ighiel (în maghiară Igenpatak) este un sat în comuna Ighiu din județul Alba, Transilvania, România.

## Istoric

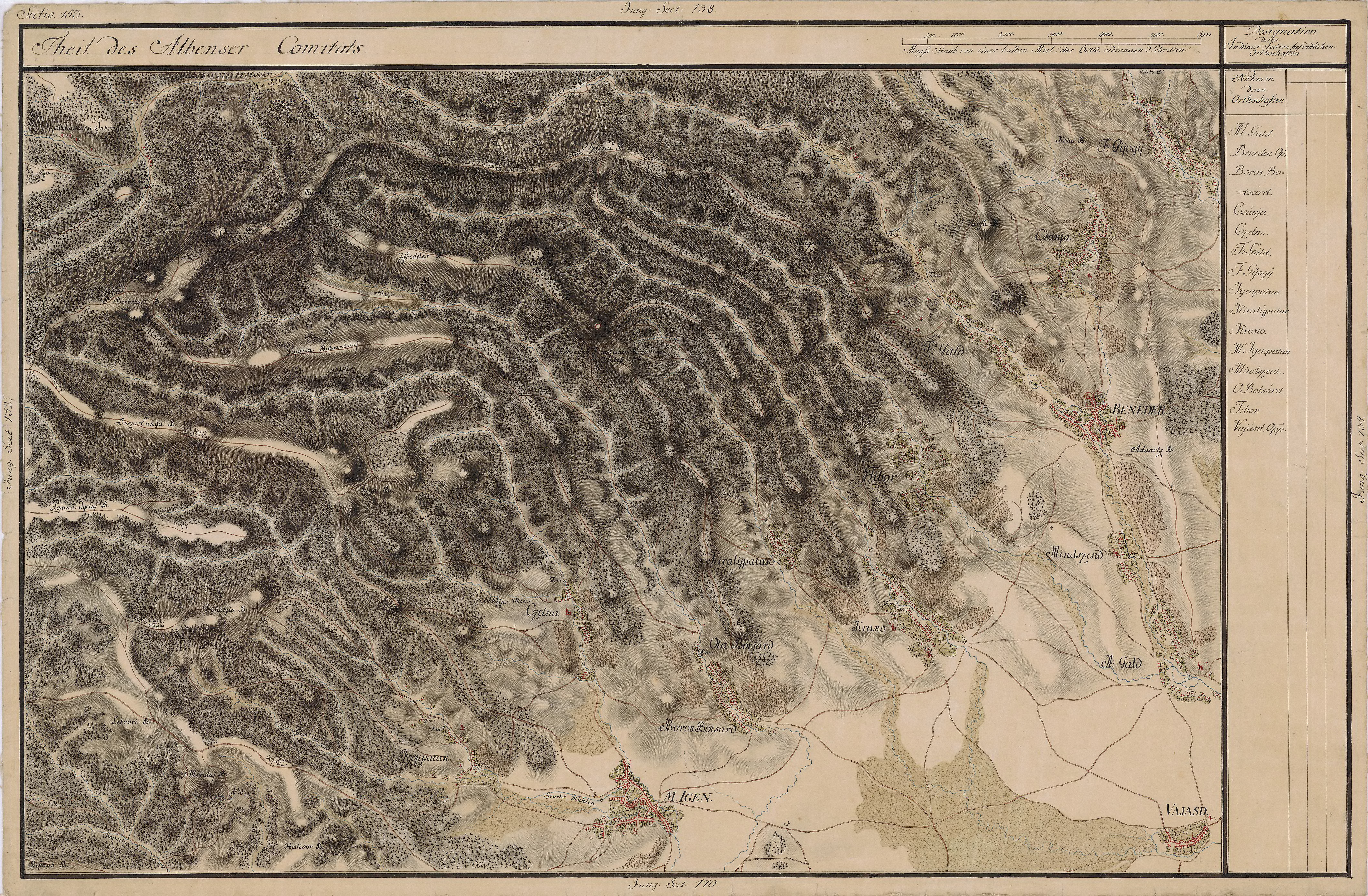
Ighiel pe Harta Iosefină a Transilvaniei, 1769-73

În localitate s-au găsit  unelte străvechi, din epoca bronzului.

## Lăcașuri de cult
- Biserica din lemn „Cuvioasa Paraschiva” din anul 1750, pictată în 1783 cu fresce colorate.[2]

## Obiective turistice
- Rezervația naturală „Iezerul Ighiel" (20 ha).
- Rezervația naturală „Piatra Grohotișului” (5 ha).
- Rezervația naturală „Piatra Poienii” (1 ha).

## Obiective memoriale
- Monumentul Eroilor Români din Primul Război Mondial. Monumentul, de tip obelisc, cu o înălțime totală de 2,35 m, este amplasat în cimitirul ortodox, fiind ridicat în anul 1922, în memoria Eroilor Români din Primul Război Mondial. Obeliscul, din piatră de calcar, este de formă piramidală, în trepte și se termină cu o cruce. Pe fațada monumentului se află un înscris comemorativ: „Întru veșnica pomenire a iubiților fii ai acestei comune care au avut moarte de eroi în marele război din 1914-1920”. Dedesubt sunt înscrise numele a 11 eroi, iar pe fețele laterale, sunt înscrise numele a câte 13 eroi.
- În anul 1992 s-a ridicat un al doilea monument în memoria celor 20 de eroi din al Doilea Război Mondial.

Monumentele sunt amplasate în curtea noii Bisericii Sf. Paraschiva.

## Galerie de imagini

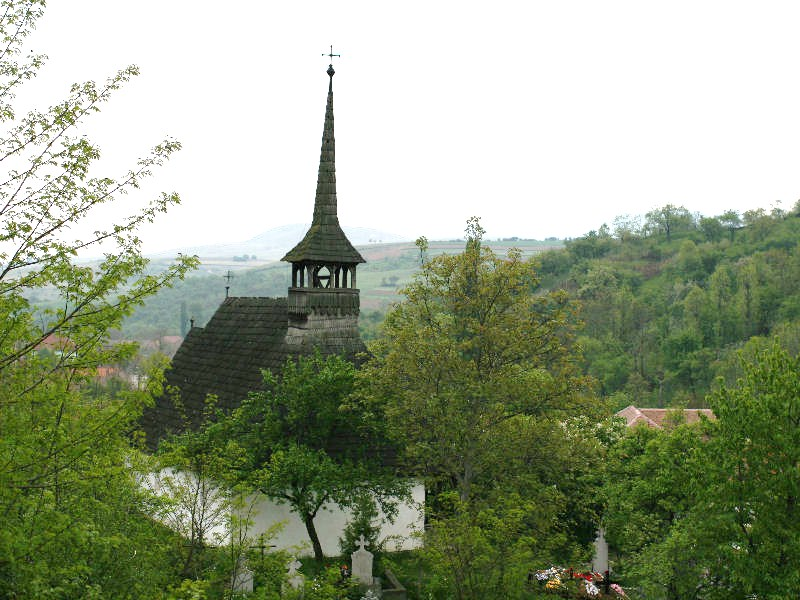
Biserica "Cuvioasa Paraschiva" și cimitirul din Ighiel